# بلیچستر (مینه‌سوتا)
بلیچستر، مینه‌سوتا (به انگلیسی: Bellechester, Minnesota) یک شهر در ایالات متحده آمریکا است که در مینه‌سوتا واقع شده‌است.

## خصوصیات
بلیچستر ۰٫۸۰ کیلومترمربع مساحت و ۱۷۵ نفر جمعیت دارد و ۳۳۹ متر بالاتر از سطح دریا واقع شده‌است.